# Elezioni dell'Assemblea degli Esperti del 1982
Le elezioni dell'Assemblea degli Esperti del 1982 si sono tenute il 10 dicembre per eleggere tutti gli 82 membri in 24 collegi elettorali. Dei 23,277,871 cittadini aventi diritto, votarono in 18,013,061; l'affluenza alle urne fu quindi del 77.38%. Si candidarono 168 persone, e l'86.90% di essi (pari a 146 unità) furono ammessi dal Consiglio dei Guardiani della Costituzione.